# Flatormenis chloris
Flatormenis chloris är en insektsart som först beskrevs av Melichar 1902.  Flatormenis chloris ingår i släktet Flatormenis och familjen Flatidae. Inga underarter finns listade i Catalogue of Life.